# Relaciones España-Estados Federados de Micronesia
Las relaciones España-Estados Federados de Micronesia son las relaciones internacionales entre los Estados Federados de Micronesia y el Reino de España. Micronesia estableció relaciones diplomáticas con España el 11 de mayo de 1992. 

## Relaciones históricas
El nombre de Micronesia significa “pequeñas islas” en griego. España bautizó al archipiélago con el nombre de las Islas Carolinas -en honor al rey español Carlos II- hasta que los alemanes llegaron en 1885 e intentaron imponer un protectorado. El gobierno español protestó y apeló a la Santa Sede. El Tratado de París, en diciembre de 1898, puso fin a la guerra entre España y Estados Unidos, en la cual España perdió Cuba, Filipinas, Guam y Puerto Rico. Por 25 millones de pesetas, Madrid vendió el archipiélago de las Carolinas a Alemania tras firmar el Tratado germano-español (1899).

## Relaciones económicas
El comercio directo de España con los Estados Federados de Micronesia es muy escaso. 
| ESTRUCTURA DE LA BALANZA COMERCIAL | 2011    | 2012    | % VARIACIÓN |
| ---------------------------------- | ------- | ------- | ----------- |
| Exportaciones en €                 | 240 635 | 300 256 | 24,8%       |
| Importaciones en €                 | 1 570   | 1 319   | -16%        |
| Saldo                              | 239 065 | 298 937 | 25%         |

Las exportaciones son principalmente de maquinaria y embarcaciones. Exportación en euros: 246.738 (2008), 187.978 (2009), 83,972 (2010) y 240.635 (2011). España importa principalmente pescado y crustáceos Importación en euros: 1.957 (2009), 8.141 (2010) 1.570 (2011). No constan datos de inversión. La flota pesquera española faena en aguas de los Estados Federados de Micronesia y en aguas del Pacífico Norte, dado los inmensos recursos pesqueros (sobre todo atún) de su zona económica exclusiva y aguas internacionales limítrofes de los Estados Federados de Micronesia.

## Cooperación
La última intervención bilateral en el ámbito de la cooperación se remonta a 2002, cuando la AECID concedió una ayuda especial de 50.000 euros a las Mercedarias Misioneras de Berriz. Dicha ayuda singular se utilizó par la construcción de un nuevo edificio del Colegio de Nuestra Señora de la Merced de Micronesia. También en 2008 España contribuyó con 3,4 millones € a un proyecto de mejora de las redes informáticas y para la creación de un consorcio de universidades que favorezca el intercambio de conocimientos en la región del Grupo de Pequeños Estados Insulares en vías de desarrollo -Small Island Developing States (SIDS)-, de los que forma parte los Estados Federados de Micronesia.
En 2011, España facilitó una financiación de 30.000 euros al Ministerio de Educación de Palaos para la organización de la reunión en noviembre de ese año en Koror de Directores de Educación de los Estados miembros del Foro de la Islas del Pacífico para la elaboración de un marco regional de educación, a la que también asistieron representantes de los Estados Federados de Micronesia.

## Misiones diplomáticas residentes
- España no tiene embajada en Micronesia, pero su embajada en Manila está también acreditada para este país.[4]
- Micronesia no tiene embajada en España, pero su misión permanente ante las Naciones Unidas en Nueva York está también acreditada para este país.